# Mariano Nava Contreras
Mariano José Nava Contreras (Maracaibo, 22 de mayo de 1967) es un escritor, investigador y traductor venezolano especializado en estudios clásicos. Doctor en Filología Clásica por la Universidad de Granada y profesor de la Facultad de Humanidades y Educación en la Universidad de Los Andes (ULA) desde 1991.

## Biografía
Ha sido profesor invitado en la Universidad Católica Andrés Bello en Caracas, la Universidad de Almería en España, la Universidad de las Indias Occidentales, en Trinidad, la Universidad del Valle y en la Universidad Nacional de Colombia, así como investigador invitado en la Universidad Laval de Canadá, París-Sorbona y la Universidad Nacional y Kapodistríaca de Atenas, esta última bajo el auspicio de la Fundación Onassis. También ha trabajado como traductor para la Biblioteca Clásica Gredos. 
Entre los años 2004 a 2009 fue Secretario Ejecutivo del Consejo de Publicaciones de la ULA  y de 2009 hasta el 2014, jefe del Departamento de Lenguas y Literaturas Clásicas de esa universidad. 
En el campo narrativo ha cultivado el cuento. Durante su estancia en España participó en talleres literarios dirigidos por Augusto Monterroso y Alfredo Bryce Echenique. En esta área ha obtenido diversos reconocimientos, algunos de ellos: ganador del Concurso de Cuentos Oscar Guaramato de la Facultad de Ciencias Jurídicas y Políticas de la ULA (Mérida, 1991); Mención de Honor del I Concurso Literario Madre Perla (Isla de Margarita, 1992); Ganador de la VIII Bienal de El Tigre (El Tigre, 1993); Mención de Honor en el Concurso Internacional de Literatura de la revista La Porte des Poétes (París, 1993); Mención de Honor en el Concurso anual de Ensayos de Fundafuturo (Caracas, 1995); así como ganador de la Bienal José Ramón Utrera (Maracay, 1995).
A partir de septiembre de 2011, Nava Contreras se convirtió en director de la revista Actual investigación, de la Dirección de Cultura y Extensión de la ULA. A su vez, es miembro del comité editorial de Praesentia. Revista venezolana de estudios clásicos (ULA) y del comité de redacción de la Delaware Review of Latin American Studies (Universidad de Delaware). De 2012 hasta 2018 fue columnista semanal del diario El Universal. Actualmente sus artículos son publicados en el portal Prodavinci.
En 2013 fue galardonado con el Premio Stefania Mosca de Literatura por su ensayo Criollos y afrancesados. El 9 de noviembre de 2016 comenzó a ocupar el sillón «4» como Miembro Correspondiente Estadal de la Academia de Mérida en el «área de las artes, las letras, las humanidades y las ciencias sociales».

## Obra
Ensayo
- Envuelto en el manto de Iris. Tradición clásica y literatura venezolana de la Emancipación. Ediciones Solar, Mérida, Venezuela 1996 (Segunda edición, con prólogo a cargo de Gregory Zambrano, Universidad de Los Andes, 2010).
- «Novus Iason». La tradición grecolatina y la Relación del Tercer Viaje de Colón. Asociación de Profesores de la Universidad de Los Andes, Mérida, Venezuela 2006.
- La curiosidad compartida. Estrategias de la descripción de la naturaleza en los historiadores antiguos y la Crónica de Indias. Academia Nacional de la Historia, Caracas 2006.
- Estudios sobre pensamiento antiguo. Universidad de Los Andes, Mérida, Venezuela 2007.
- Del concepto de polis entre los antiguos griegos. Universidad de Los Andes, Mérida, Venezuela, 2009.
- Dos ensayos sobre humanismo clásico y pensamiento de la emancipación en Venezuela. Universidad de Los Andes, Mérida, 2010.
- Seis estudios para una historia del humanismo clásico en Venezuela. Presentación a cargo de Carlos García Gual. Universidad de Los Andes, Mérida, 2014.
- Criollos y afrancesados. Para una caracterización de la Ilustración venezolana. Editorial Fundarte, Caracas, 2014.
- Homero y la cera de Descartes. Fortuna y pervivencia de la antigüedad entre nosotros. Ediciones Complutense, Madrid, 2019.

Traducciones
- Crisipo de Solos. Testimonios y fragmentos, traducción, estudio introductorio y notas conjuntamente con Javier Campos Daroca. Editorial Gredos, Madrid 2006.
- Las mujeres de Homero. Ninfas, princesas, hechiceras, madres, esposas y abandonadas en la Ilíada y la Odisea. Revisión y presentación a cargo de Eugenio Montejo. Academia Venezolana de la Lengua, Caracas 2011.
- Jenofonte. Hierón o acerca de la tiranía. Presentación a cargo de Elías Pino Iturrieta. Universidad de Los Andes, Mérida, 2013.

Narrativa
- El blues de la cabra mocha. Ediciones Mucuglifo, Mérida, 1995.
- Cuentos de los cuentos que nos contaron. Fondo Editorial del Caribe, Barcelona, 1996.
- Vidas, hechos y palabras de ilustres filósofos difuntos. Ediciones Secretaría de Cultura del estado Aragua, Maracay, 1996.
- Culo’e hierro y otros relatos. Ediciones de la Asociación de Profesores de la Universidad de Los Andes, Mérida, 2004.
- El infierno era como Platón decía. Selección de cuentos; Editorial Equinoccio, Caracas, 2015.

Antologías
- 21 del XXI. Antología del cuento venezolano del siglo XXI. Selección de Ruby Guerra, Ediciones B, Caracas, 2007.
- De qué va el cuento. Antología del relato venezolano 2000-2012. Selección de Carlos Sandoval, Editorial Alfaguara, Caracas, 2013.
- El rastro de Lovecraft. Cuentos misteriosos y fantásticos. Selección y prólogo de Carlos Sandoval, Editorial Alfaguara, Caracas, 2013.